# Aysenia barrigai
Aysenia barrigai là một loài nhện trong họ Anyphaenidae.
Loài này thuộc chi Aysenia. Aysenia barrigai được miêu tả năm 2008 bởi Izquierdo & M. J. Ramírez.